# الدابات
الدابات در یمن است که در استان صنعا واقع شده‌است.